# Anthicus bonhourei
Anthicus bonhourei es una especie de coleóptero de la familia Anthicidae.

## Distribución geográfica
Habita en Tonkín (Vietnam).